# Boiga guangxiensis
Boiga guangxiensis е вид змия от семейство Смокообразни (Colubridae). Видът не е застрашен от изчезване.

## Разпространение
Разпространен е във Виетнам, Китай (Гуанси) и Лаос.

## Описание
Популацията на вида е стабилна.